# تری‌فنیل‌متیل هگزافلوئوروفسفات
تری‌فنیل‌متیل هگزافلوئوروفسفات (به انگلیسی: Triphenylmethyl hexafluorophosphate) با فرمول شیمیایی C۱۹H۱۵F۶P یک ترکیب شیمیایی است. که جرم مولی آن ۳۸۸٫۳۱ g/mol می‌باشد. شکل ظاهری این ترکیب، پودر قهوه‌ای است.